# Pròleg del Tour de França de 2012
El Pròleg del Tour de França de 2012 es disputà el dissabte 30 de juny de 2012 sobre un recorregut de 6,4 km pels carrers de Lieja, Bèlgica. El recorregut fou gairebé idèntic al que es disputà el 2004 i que guanyà el suís Fabian Cancellara.
En aquesta ocasió la victòria tornà a ser per Fabian Cancellara (RadioShack-Nissan), que s'imposà a Bradley Wiggins (Team Sky), un dels grans favorits a la victòria final, per set segons de diferència. Amb aquesta victòria Cancellara aconseguí el mallot groc de líder i el mallot verd de líder de la classificació per punts. Tejay van Garderen (BMC Racing Team) fou el millor jove, mentre que el Team Sky aconseguí el lideratge en la classificació per equips.

## Perfil de l'etapa

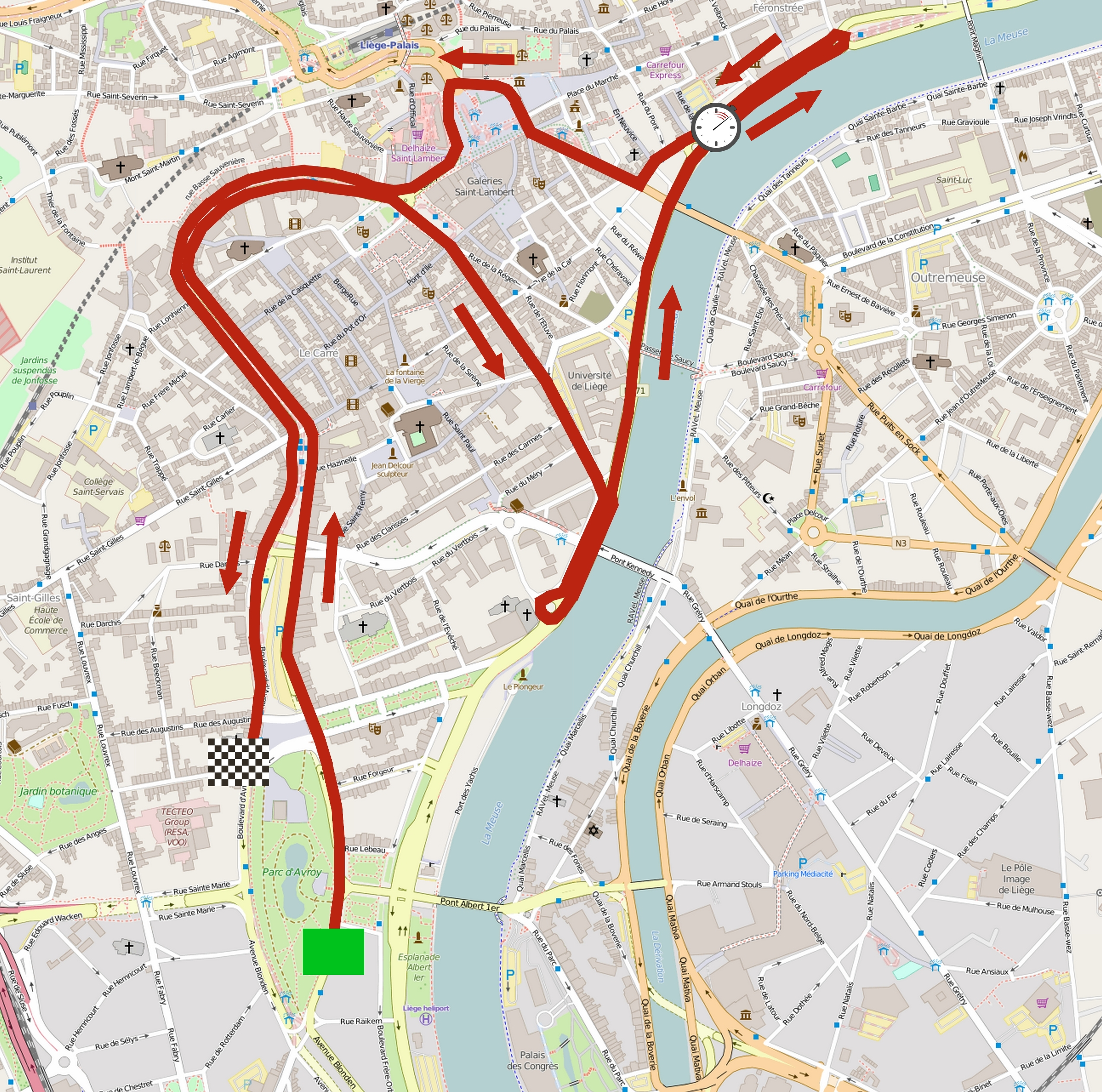

Recorregut totalment pla pels carrers de Lieja. La sortida es troba a l'avinguda Rogier, al costat del parc d'Avroy. Des d'aquest punt els corredors han d'anar cap al nord, pel Boulevard d'Avroy i el bulevard Sauvenière. A continuació se segueix pel carrer de l'Université, en direcció al riu Mosa, el qual se segueix fins al Quai de la Goffe, on es gira a l'esquerra per anar a buscar la plaça de Saint-Lambert, on es troba el Palau dels Prínceps-Bisbes de Lieja. Situats de nou al bulevard Sauvenière es fa el camí invers, fins a la meta. Amb diverses corbes tancades, el pròleg era propici per a ciclistes amb bones habilitats en el maneig de les bicicletes.

## Desenvolupament de l'etapa

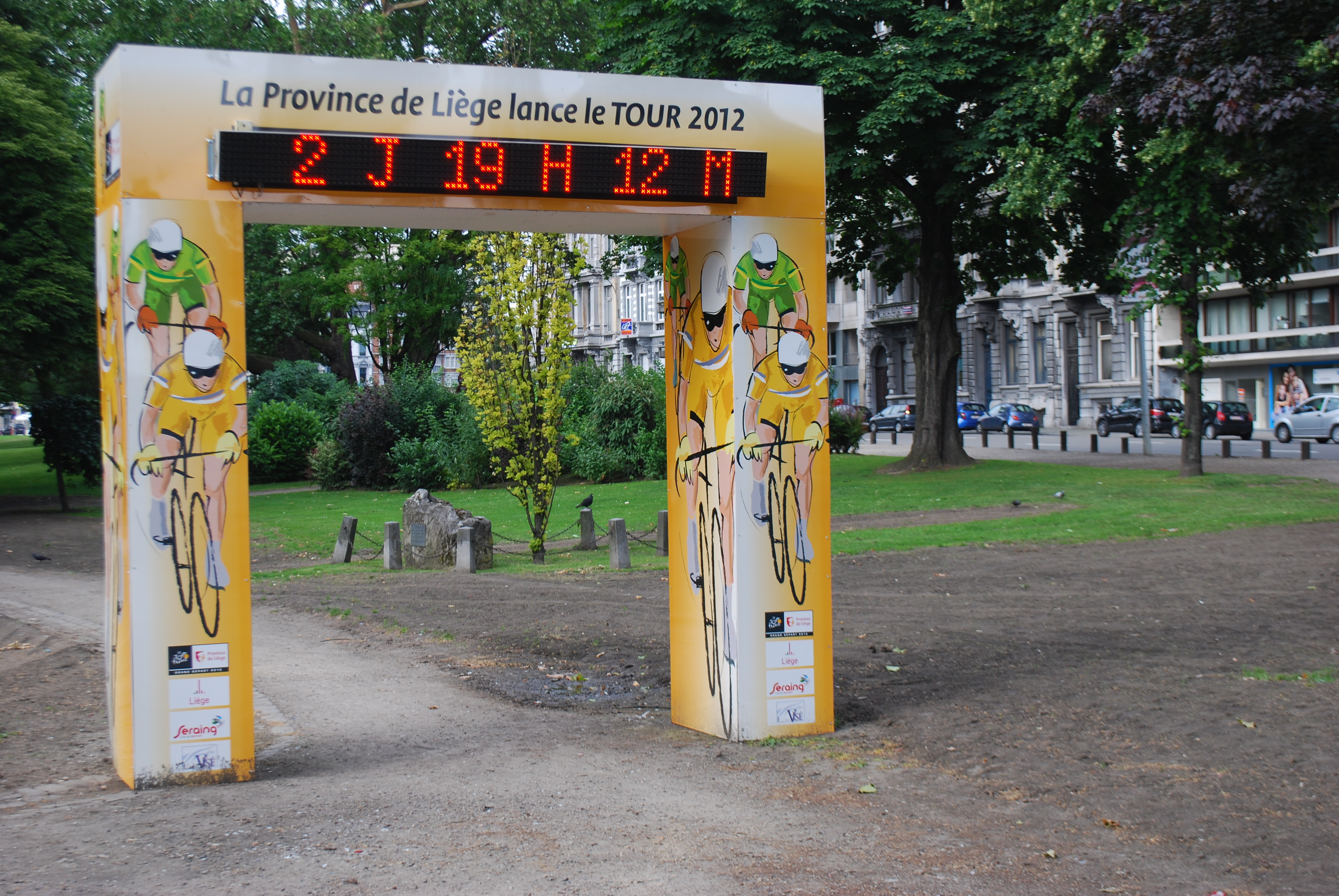
Pòrtic promocional de la sortida del Tour de França de 2012

El primer ciclista a prendre la sortida fou Tom Veelers (Argos-Shimano), mentre que els favorits de la classificació final no estava previst que prenguessin la sortida fins al final. El temps de Veelers fou de 7' 47" i ràpidament fou superat per Simon Gerrans (Orica-GreenEDGE) en cinc segons. El seu temps tampoc durà gairé, ja que poc després el vigent campió d'Ucraïna Andrí Hrivko (Astana Qazaqstan Team) va millorar el seu temps per 14 segons. Aquest temps va permetre a Hrivko liderar la cursa durant més d'una hora, fins que Brett Lancaster, company d'equip de Gerrans i vencedor del pròleg al Giro d'Itàlia, va millorar el temps en quatre segons, per deixar-lo en 7' 24". Tot seguit Edvald Boasson Hagen (Team Sky) millorà per centèsimes el temps de Lancaster, però l'alegria li durà poc també, ja que el vigent campió francès de l'especialitat Sylvain Chavanel (Omega Pharma-Quick Step) va establir un temps de 7' 20". El seu temps es va mantenir com el millor fins al final de l'etapa, però finalment, primer Bradley Wiggins (Team Sky) per mig segon, i posteriorment Fabian Cancellara (RadioShack-Nissan), per set segons, el superaren. Aquesta era la quarta victòria de Cancellara en l'etapa inicial del Tour de França.
Dels altres favorits a la general, Denís Ménxov (Team Katusha) va ser el millor classificat en vuitena posició. El vigent campió Cadel Evans (BMC Racing Team), Vincenzo Nibali (Liquigas-Cannondale) i Ryder Hesjedal (Garmin-Sharp) van fer un bon paper, situant-se entre els vint primers, mentre que Alejandro Valverde (Movistar Team) i Samuel Sánchez (Euskaltel–Euskadi) perdien 35 i 40" respectivament. Per la seva part, Tony Martin (Omega Pharma-Quick Step) va perdre 23", però es va veure afectat per una punxada quan havia fet el millor temps al pas pel km 3,5.

## Classificació de l'etapa

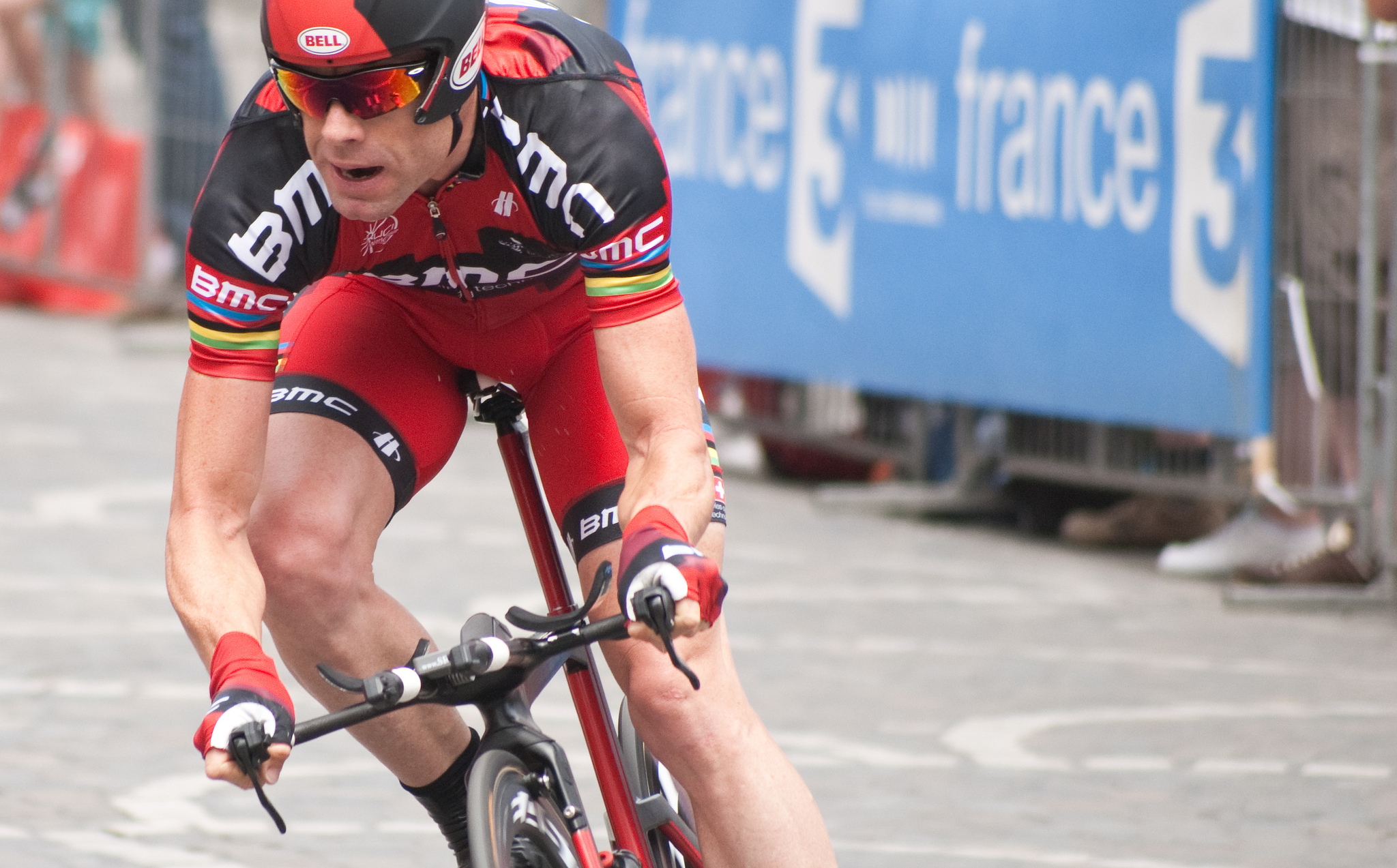
Cadel Evans, vigent vencedor de la cursa, en l'escalfament previ a l'etapa. Finament acabà en la dissetena posició, a disset segons del vencedor de l'etapa, Fabian Cancellara.

|    | Ciclista                   | Equip                   | Temps  |
| -- | -------------------------- | ----------------------- | ------ |
| 1  | Fabian Cancellara (SUI)    | RadioShack-Nissan       | 7' 13" |
| 2  | Bradley Wiggins (GBR)      | Team Sky                | + 7"   |
| 3  | Sylvain Chavanel (FRA)     | Omega Pharma-Quick Step | + 7"   |
| 4  | Tejay van Garderen (USA)   | BMC Racing Team         | + 10"  |
| 5  | Edvald Boasson Hagen (NOR) | Team Sky                | + 11"  |
| 6  | Brett Lancaster (AUS)      | Orica-GreenEDGE         | + 11"  |
| 7  | Patrick Gretsch (GER)      | Argos-Shimano           | + 12"  |
| 8  | Denís Ménxov (RUS)         | Team Katusha            | + 13"  |
| 9  | Philippe Gilbert (BEL)     | BMC Racing Team         | + 13"  |
| 10 | Andrí Hrivko (UKR)         | Astana Qazaqstan Team   | + 15"  |

## Classificació general
|    | Ciclista                   | Equip                   | Temps  |
| -- | -------------------------- | ----------------------- | ------ |
| 1  | Fabian Cancellara (SUI)    | RadioShack-Nissan       | 7' 13" |
| 2  | Bradley Wiggins (GBR)      | Team Sky                | + 7"   |
| 3  | Sylvain Chavanel (FRA)     | Omega Pharma-Quick Step | + 7"   |
| 4  | Tejay van Garderen (USA)   | BMC Racing Team         | + 10"  |
| 5  | Edvald Boasson Hagen (NOR) | Team Sky                | + 11"  |
| 6  | Brett Lancaster (AUS)      | Orica-GreenEDGE         | + 11"  |
| 7  | Patrick Gretsch (GER)      | Argos-Shimano           | + 12"  |
| 8  | Denís Ménxov (RUS)         | Team Katusha            | + 13"  |
| 9  | Philippe Gilbert (BEL)     | BMC Racing Team         | + 13"  |
| 10 | Andrí Hrivko (UKR)         | Astana Qazaqstan Team   | + 15"  |

## Classificacions annexes
|    | Ciclista                | Equip                   | Punts  |
| -- | ----------------------- | ----------------------- | ------ |
| 1r | Fabian Cancellara (SUI) | RadioShack-Nissan       | 20 pts |
| 2n | Bradley Wiggins (GBR)   | Team Sky                | 17 pts |
| 3r | Sylvain Chavanel (FRA)  | Omega Pharma-Quick Step | 15 pts |

|    | Ciclista                   | Equip           | Temps  |
| -- | -------------------------- | --------------- | ------ |
| 1r | Tejay van Garderen (USA)   | BMC Racing Team | 7' 23" |
| 2n | Edvald Boasson Hagen (NOR) | Team Sky        | + 1"   |
| 3r | Patrick Gretsch (GER)      | Argos-Shimano   | + 2"   |

### Classificació per equips
|    | Equip             | Temps   |
| -- | ----------------- | ------- |
| 1r | Team Sky          | 22' 13" |
| 2n | RadioShack-Nissan | + 04"   |
| 3r | BMC Racing Team   | + 06"   |

## Abandonaments
No es produí cap abandonament.